# Jiří Fragner
Jiří Fragner (3. září 1900, Praha-Malá Strana – 6. listopadu 1977, Praha) byl český chemik-farmaceut, průmyslník a manažer.

## Život
Narodil se 3. září 1900 v pražské patricijské lékárnické rodině jako sedmé dítě v pořadí, z celkových osmi. Jeho rodiči byli Dr. PhMr. Karel Fragner, majitel lékárny U černého orla na Malostranském náměstí v Praze, a jeho žena Angelika Fragnerová, roz. Jahnová (1869–1929). 

### Studium
Již od gymnaziálních let, zřejmě pod vlivem svého otce a také dědečka PhMr. Benjamina Fragnera, který v roce 1858 malostranskou lékárnu U černého orla koupil, se začal cílevědomě zaměřovat na svoje budoucí profesionální zaměření, chemii a farmacii. Studium na malostranském gymnáziu přerušil po dokončení sexty, aby septimu a oktávu vystudoval soukromě a současně nastoupil jako tyron (lékárnický tovaryš) do lékárnické praxe v lékárně svého otce. V roce 1918 úspěšně absolvoval maturitu na malostranském gymnáziu a složil lékárnickou tyrocinální zkoušku (tyrocinium).
Na podzim roku 1918 se zapsal ke studiu farmacie na Universitě Karlově a současně na chemicko-technologické inženýrství na Vysokém učení technickém v Praze. V roce 1920 úspěšně ukončil tehdy dvouleté studium farmacie, byl promován magistrem farmacie a složil 1. státní zkoušku na VŠCHT. V roce 1922 složil II. státní zkoušku na VŠCHT a byl promován inženýrem chemie.
Současně se rozhodl pro další studium, které absolvoval v Ústavu organické a analytické chemie u prof. Dr. Ing. Emila Votočka. Podstoupil vědeckou přípravu, složil úspěšně rigoróza i zkoušku doktorskou a v roce 1923 byl promován doktorem chemických věd.

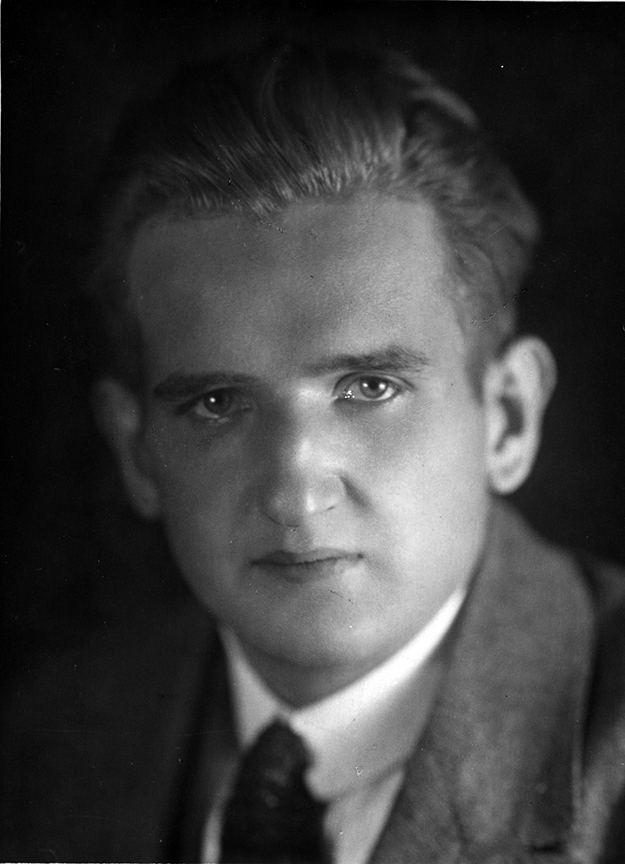
Jiří Fragner po skončení studií v roce 1923

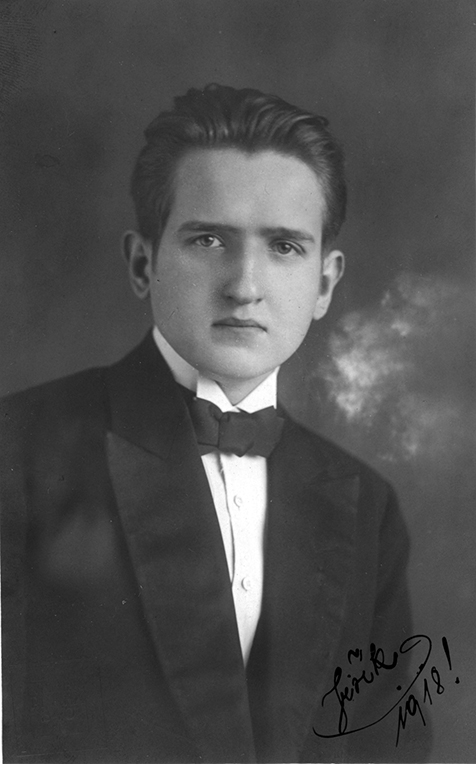
Jiří Fragner, 1918

Studium u prof. Dr. Ing. Emila Votočka mělo pro Dr. Ing. PhMr. Jiřího Fragnera mimořádný význam ještě z jiného důvodu. Prof. Votoček byl skvělý pedagog a osobnost výjimečného charakteru a lidské moudrosti. Přitahoval k sobě výborné studenty a vychoval dlouhou řadu vynikajících chemiků, kteří v následujících desetiletích sehráli důležitou roli v mladé československé vědě i průmyslu. Jiří Fragner se tam seznámil a uzavřel celoživotní přátelství s řadou z nich. Za jiné jmenujme např. prof. Dr. Ing. Rudolfa Lukeše, prof. Dr. Ing. Viktora Ettela, prof. Dr. Ing. Ottu Wichterleho a další.

### Pobyt v USA
Po ukončení vysokoškolských studií a absolvování dvouleté vojenské služby se Jiří Fragner rozhodl odjet na dlouhodobý studijní pobyt do Spojených států (1925–1926), kde pracoval v několika chemických továrnách. Svůj původně zamýšlený několikaletý pobyt v USA musel ale na žádost své matky a sourozenců předčasně ukončit a vrátit se zpět do Československa, protože zemřel jeho otec Dr. PhMr. Karel Fragner (1926).

## Budování a rozvoj farmaceutické továrny B. Fragner
Po svém návratu se Jiří Fragner ujal po svém otci vedení rodinné lékárny U černého orla na Malé Straně v Praze, jejíž součástí byla již v té době i malá výrobní a výzkumná laboratoř. Ve výrobním sortimentu lékárny byla řada velmi úspěšných přípravků, tzv. specialit, např. léčivá Pražská domácí mast, exportovaná do mnoha evropských zemí i do USA, expektorans – sirup proti kašli Sibrumin, Dr. Rosy balsám pro žaludek a řada dalších.
Úspěšný chod a ekonomickou stabilitu lékárny i laboratoře se brzy podařilo zajistit, její výrobní sortiment se postupně rozšiřoval, stejně tak přinášela ovoce i systematická práce na zvyšování a standardizaci kvality vyráběných léčiv i moderní způsoby jejich propagace.
Byly to nepochybně poznatky a zkušenosti získané na jeho zahraničních studijních cestách po Evropě a zvláště v USA, které Jiřího Fragnera přiměly se stále intenzivněji zabývat myšlenkou na vybudování moderního farmaceutického závodu.       
Po zvážení možných rizik a rozsáhlé technické přípravě probíhající v letech 1927–1928, podepsali společníci rodinné firmy (matka a jejich osm dětí) dne 4. října 1928 Společenskou smlouvu o ustavení veřejné obchodní společnosti. Bylo jednomyslně rozhodnuto, že společnost ponese jméno dědečka společníků PhMr. Benjamina Fragnera (1824–1886 ), který v roce 1858 lékárnu U černého orla na Malostranském náměstí v Praze koupil.
Vedením nově vznikající továrny B. Fragner byl pověřen Jiří Fragner a vypracování projektu továrny a vedení její výstavby bylo svěřeno jeho bratru, význačnému českému architektu prof. Ing. arch. Jaroslavu Fragnerovi.
Jako nejvíce vyhovující byl vybrán pozemek v Dolních Měcholupech u Prahy. Po nutných přípravách byla vlastní stavba továrny započata v lednu již v srpnu 1930 byl zahájen její provoz. Díky skvělé organizační přípravě byla výroba ve starých provozech v lékárně na Malé Straně zastavena 15. srpna a zahájena v nových provozech v Měcholupech ještě téhož dne.
Firma B. Fragner zahajovala svoji činnost v obtížných letech světové hospodářské krize. Její výrobní program byl postaven na promyšleném základě vlastní přípravy účinných látek a zároveň na širokém výzkumu ve spolupráci s klinickými pracovišti, zvláště Lékařskou fakultou Univerzity Karlovy v Praze. Továrna měla, jako jedna z mála v Československu, vlastní velká výzkumná a kontrolní oddělení. Během několika let již vyráběla řadu preparátů podle vlastních patentů, např. alkaloidy z námele, antiluetika, sulfonamidy i rentgenovou diagnostiku. Velmi významná byla stále se rozšiřující paleta vyráběných vitaminů, které byly naprostou novinkou jak na farmaceutickém trhu, tak v klinické praxi.
Během pouhých 10 let, přibližně od roku 1930 do roku 1940, uvedla továrna BF  do výroby okolo 160 přípravků. Přípravky firmy B. Fragner se obecně vyznačovaly vyrovnanou tj. standardizovanou a na tu dobu vysokou kvalitou. Přes bouřlivý rozvoj farmacie a chemie po II. světové válce se ještě v 90. letech 20. století vyrábělo v různých závodech SPOFY 23 přípravků z původního sortimentu firmy B. Fragner.

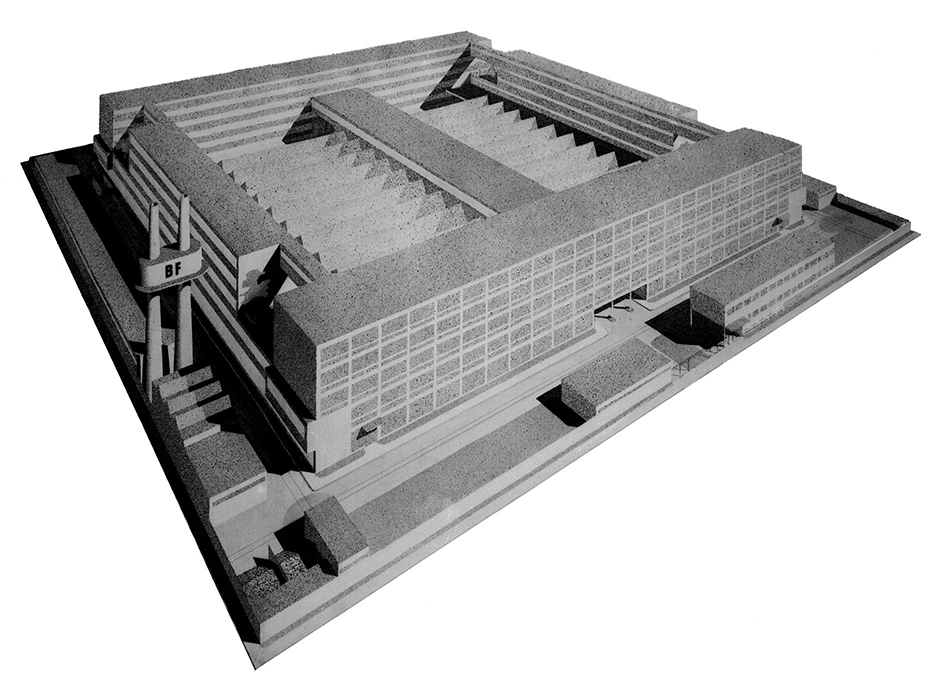
Generální projet továrny B. Fragner

Mimo svoji hlavní pracovní náplň, tj. vedoucí řídící i odbornou technologickou činnost v rámci továrny BF, se Jiří Fragner také velmi angažoval ve dvou hlavních profesních organizacích, tj. ve výboru Československé lékárnické společnosti a ve farmaceuticko-chemické sekci Sdružení chemického průmyslu v Praze. Aktivní a všeobecně respektovaná činnost v těchto institucích mu dávala možnost zúčastnit se rozhodujícím způsobem na modernizaci a inovaci čsl. lékárenství a farmaceutického průmyslu jako celku. Spolu s prof. Dr. F. Plzákem stál také u zrodu skupiny KONFA, tedy Konfederace farmaceutického průmyslu, která si dala za cíl všestranně hájit zájmy tohoto průmyslu.

### Továrna B. Fragner v době 2. světové války
Celkový pozitivní vývoj firmy B. Fragner přerušila do značné míry nacistická okupace a 2. světová válka. Jestliže v roce 1940 měla továrna BF přibližně 500 zaměstnanců, od počátku 2. světové války jejich počet narostl postupně až na 750 na počátku roku 1945. Bylo to proto, že v těch dobách poskytla továrna útočiště mnoha nadaným mladým lidem, jejichž osobní i profesionální vývoj by byl jinak zásadně ohrožen. Převážně se jednalo o vysokoškoláky, kteří po uzavření vysokých škol nacisty neměli možnost profesionálního uplatnění a čekalo je nucené nasazení v Německu, nebo o vědecké a kulturní pracovníky či osobnosti jinak ohrožené nacistickým režimem.  
Z řady z nich se po válce staly výrazné osobnosti československé vědy a průmyslu, z některých vysokoškolští profesoři, akademici či laureáti státních cen. Za všechny ostatní jmenujme např. prof. MUDr. Helenu Raškovou, farmakoložku, židovku a komunistku, která v BF pracovala celých 5 válečných let, biochemika prof. Dr. Koštíře, mikrobiologa akademika MUDr. Ivana Málka, chemika prof. Dr. Karla Wiesnera, mikrobiologa prof. MUDr. Jaroslava Lebdušku, biochemika prof. MUDr. Jana Šůlu, lékaře-chirurga MUDr. Bohumíra Budína a dlouhou řadu dalších.

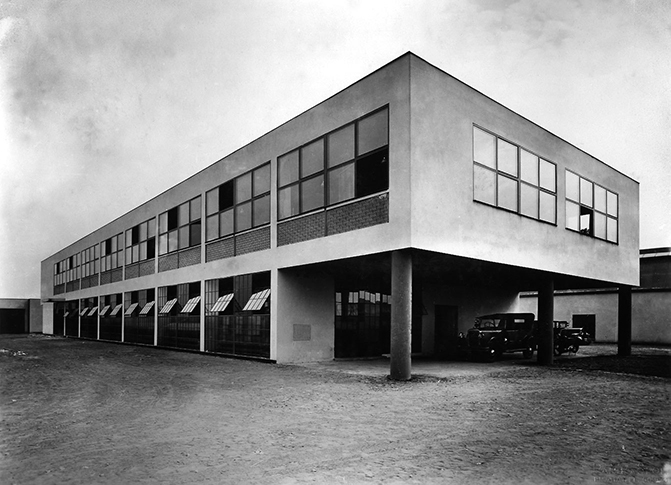
Hlavní tovární budova BF

Jeden z nich, biochemik prof. Dr. Ivo Hais ve svých vzpomínkách po válce napsal: „Jeho (Dr. Fragnera) vzácná kombinace prozíravosti, nadšení, praktické podnikavosti a diplomatického taktu umožnila v této těžké válečné době zřídit v továrně BF tento most k poválečné vědě průmyslové i akademické.“
Z mnoha mimořádných a pozoruhodných událostí, které se za 2. světové války v továrně BF odehrály, byla historie přípravy „českého penicilinu“, zvaného dále Mykoin BF-510, nejpozoruhodnější.
V roce 1942 se dostal k Jiřímu Fragnerovi článek o izolaci penicilinu a jeho účincích, uveřejněný v časopise Schweizerische Medizinische Wochenschrift. Byla vytvořena pracovní skupina, která dostala za úkol pokusit se o izolaci české verze penicilinu. Po přibližně 2 letech usilovné práce již bylo možno přikročit ke klinickým zkouškám, které dopadly úspěšně.
Hned po válce, ještě v roce 1945, odvezl Jiří Fragner vzorky Mykoinu do Anglie, kde je předal pracovníkům kontrolního oddělení továrny GLAXO Ltd. v Greenfordu, která v té době již vyráběla penicilin komerčně. Bylo konstatováno, že „československý preparát je srovnatelné kvality s penicilinem vyráběným komerčně v Anglii a USA.“
Také díky tomu se Československo stalo druhou zemí na evropském kontinentě (po Francii), která dostala v rámci akce UNRA know-how i technologii potřebnou ke komerční výrobě penicilinu. V nově vybudovaném závodu v Roztokách u Prahy byla jeho komerční výroba zahájena již v roce 1949.
Významný byl také podíl továrny BF na asanaci epidemie skvrnitého tyfu, která vypukla v koncentračním táboře Terezín a terezínském ghettu v samém závěru války. Hrozilo bezprostřední nebezpečí, že se infekce rozšíří i mimo Terezín. Továrna BF uměla přípravek DDT vyrobit a během 48 hod. se podařilo vytvořit výrobní jednotku, která DDT začala produkovat. Díky rychlé organizaci se pak DDT v řádu dnů dostalo do Terezína, kde bylo okamžitě použito k plošné likvidaci vši šatní, hlavního přenašeče skvrnitého tyfu.
Továrna BF vyráběla již od poloviny 30. let široký sortiment vitaminů. Této skutečnosti bylo využito přibližně od roku 1942 k cílené výrobě vitaminového mixu ve formě speciálních želatinových kapslí. Ty se pak ve velkých množstvích dostávaly do věznic a koncentračních táborů včetně Dachau v Bavorsku.

### Znárodnění v roce 1945 a Vítězný únor 1948
Konec 2. světové války a vítězství nad nacistickým Německem přineslo na jedné straně obrovskou úlevu a radost, na druhé straně vnitropolitický boj o moc. Vývoj v Československu vlivem nejrůznějších okolností zaznamenal zcela zásadní a fatální změnu čsl. zahraniční politiky v jejím příklonu k Sovětskému svazu, což mělo zásadní negativní dopad  pro celý národ na další desítky let.
Byl podepsán Košický vládní program a Benešovy znárodňovací dekrety, na jejichž základě byla znárodněna i továrna B. Fragner. Byla včleněna do nově vzniklého uskupení znárodněných farmaceutických továren (asi 25 podniků) pod názvem SPOFA – Spojené farmaceutické závody.
Jiří Fragner měl ve farmaceutickém průmyslu mimořádný profesionální i lidský kredit, a byl proto jmenován technicko-výrobním náměstkem generálního ředitele SPOFY (1946). V této funkci se snažil přebudovat zcela nesourodé a kvalitativně nevyrovnané seskupení jednotlivých znárodněných podniků do výkonného celku, byl to ale předem ztracený boj, protože nad hledisky profesionálními již převládala hlediska politická.
V únoru 1948 byl Jiří Fragner označen Akčním výborem SPOFY za „třídního nepřítele a vykořisťovatele“ a s okamžitou platností propuštěn ze svého místa.
Do roku 1952 pak pracoval jako společník v soukromé patentové kanceláři, kde měl na starosti chemická a obecně přírodovědná témata, soukromé patentové kanceláře byly ale brzy zrušeny.

### Vitamíny
Nové uplatnění našel ve Výzkumném ústavu potravinářské technologie v Praze, kde byl jmenován vedoucím výzkumné skupiny pro vitaminy a jejich využití v potravinářství. Přes deprimující společenskou a politickou atmosféru té doby (50. léta) prožil Jiří Fragner na tomto pracovišti šest profesionálně mimořádně úspěšných let. Uvedenou výzkumnou skupinu budoval zcela od základů včetně personálního obsazení a brzo byl obklopen skupinou mladých nadaných pracovníků (za všechny ostatní např. Ing. Jarmila Blatná, Ing. J. Heyrovská-Černá, Ing. J. Krumhanzlová, Ing. J. Davídek a řada dalších).
Výsledkem práce Jiří Fragner a jeho kolektivu za oněch šest let bylo 20 původních vědeckých prací, 21 populárně-vědeckých prací, 25 obhájených závěrečných prací výzkumných úkolů a 2 obhájené kandidátské disertační práce.
Vyvrcholením jeho vědecké práce s vitaminologickou tematikou byla jeho vedoucí autorská a editorská práce na několikasetstránkové monografii Vitaminy, jejich chemie a biochemie, která vyšla v letech 1961–1962 v nakladatelství Československé akademie věd v Praze a v roce 1965–1966 i v německém překladu Vitamine, Chemie und Biochemie, 2 Bände, G. Fischer Verlag, Jena.

### Třídní prověrky v roce 1958
V roce 1958 přijala vláda a Ústřední výbor Komunistické strany Československa tajné usnesení provést „hodnocení třídní a politické spolehlivosti pracovníků státního a hospodářského aparátu a výsledky tohoto hodnocení uvést do praktického života“.
Jiří Fragner byl s poukazem na jeho třídní původ, kapitalistickou a vykořisťovatelskou minulost a bez ohledu na jeho předchozí činnost zařazen do skupiny pracovníků kategorie D – nežádoucí a bylo mu přiděleno místo posunovače na nádraží v Hostivici u Prahy. Proti rozhodnutí prověrkové komise se odvolal a jeho odvolání dopadlo dobře, také díky tomu, že ho podpořila řada významných osobností-akademiků, např. předseda ČSAV prof. Dr. František Šorm[zdroj?], prof. MUDr. Helena Rašková[zdroj?], akademik prof. Dr. Ivan Málek[zdroj?], prof. MUDr. Josef Charvát[zdroj?] a další. Nesměl se sice vrátit ke své práci na výzkumu vitaminů, ale nemusel také nastoupit jako posunovač. 

### Encyklopedický ústavČSAV
Na konci 50. let 20. století vznikl v rámci Československé akademie věd Encyklopedický ústav, který dostal za úkol zpracovat všeobecnou encyklopedii odrážející tehdejší společenskou realitu. Tato nová encyklopedie měla nahradit do té doby stále ještě používaný, výtečný, ale již zastaralý Ottův slovník naučný.
Jiří Fragner do tohoto ústavu nastoupil v roce 1959 jako vědecký pracovník a vedoucí oddělení přírodních a technických věd a strávil tam více než 15 let. V prvních letech pracoval na třísvazkovém Příručním slovníku naučném (1961–1966), později na malém jednosvazkovém slovníku s názvem Malý encyklopedický slovník A-Ž (1972). Zcela na závěr své profesionální kariéry byl pověřen přípravou oborové encyklopedie Člověk a příroda, jejíž koncepci vytvářel.

### Úmrtí
Jiří Fragner zemřel v Praze dne 6. listopadu 1977 ve věku 77 let po krátké a těžké nemoci na karcinom plic. Urna s jeho popelem byla pohřbena spolu se Fragnerovými rodiči a bratrem Benjaminem v rodinné hrobce na Vinohradském hřbitově.
Stručně zhodnotil život a práci Dr. Ing. PhMr. Jiřího Fragnera a jeho profesionální i lidský odkaz, jeden citát z mnoha nekrologů, které po jeho smrti vyšly:
„Životní dráha Dr. Fragnera nebyla přímočará a prostá mnoha problémů a zklamání. Jeho velký životní optimismus, pracovní elán a všestranný zájem mu však pomohly přenést se přes všechny nesnáze a udržet si dobrou životní rovnováhu. Svými osobními vlastnostmi se stal nezapomenutelnou autoritou pro všechny, kteří měli to štěstí, že vedle něho anebo pod jeho vedením mohli pracovat.“ 